# アンティゴノス3世
アンティゴノス3世（希: Αντίγονος Γ' Δώσων, ラテン文字表記：Antigonos III Doson, 紀元前263年 - 紀元前221年）は、アンティゴノス朝マケドニアの王（在位：紀元前227年 - 紀元前221年）である。アンティゴノス3世ドソンとも呼ばれる。前王アンティゴノス2世ゴナタスの甥である。
王族に生まれたアンティゴノスは、最初デメトリオス2世の息子ピリッポス（後のピリッポス5世）の警護の任務に就く。紀元前227年にアンティゴノスはデメトリオス2世の寡婦クリセイスと結婚、息子のピリッポスを廃嫡し、王となった。
アンテュゴノスはアカイア同盟の盟主シキュオンのアラトスを支援し、アイトリア同盟の盟主スパルタ王の座についたクレオメネス3世に対抗した。アンティゴノスはアラトスとともにクレオメネス戦争でクレオメネスと戦い、苦戦したものの敵を大きく上回る物量作戦で巻き返し、紀元前222年にセラシアの戦いで決定的な勝利を得てクレオメネスをエジプトへの亡命にまで追い込んだが、翌年紀元前221年イリュリアの諸都市との戦闘中に戦死した。部下を激励していて叫び続けている時に血管が切れたためと言う。